# بلايني بيتي
بلايني بيتي (بالإنجليزية: Blaine Beatty)‏ هو لاعب كرة قاعدة أمريكي، ولد في 25 أبريل 1964.

## وصلات خارجية
- بلايني بيتي على موقعبيزبول رفرنس.كوم (الدوري الرئيسي) (الإنجليزية)
- بلايني بيتي على موقعبيزبول رفرنس.كوم (الدوري الثانوي) (الإنجليزية)
- بلايني بيتي على موقع مشجعي الرسوم البيانية (الإنجليزية)